# Sharq Al-Andalus
Sharq Al-Andalus (Arabisch: شرق الأندلس; Het oosten van Al-Andalus) is het oostelijke deel van Al-Andalus, gebieden die hebben geleefd onder een politieke macht van acceptatie van de islam als een geloof en als een politieke structuur en die geografisch gezien de territoria van Murcia, Valencia, Nieuw-Catalonië en de Balearen bevatten. Tijdens het islamitische tijdperk legde de cartograaf Muhammad al-Idrisi op zijn kaarten de scheiding vast tussen Gharb Al-Andalus en Sharq Al-Andalus.
Het grootste deel van de islamitische verovering van het Iberisch Schiereiland werd uitgevoerd door middel van verdragen, zoals het geval is met het zogenaamde Pact van Teodomiro (Tudmir in het Arabisch), een Visigotische edelman en heer van uitgestrekte landen rond Orihuela. Teodomiro erkende de islamitische soevereiniteit en stemde ermee in om hulde te brengen in ruil voor het behouden van zijn eigendommen.
Tijdens de 8e, 9e en 10e eeuw werd Sharq Al-Andalus geregeerd door een Wāli, afhankelijk van de kalief van Córdoba. Aan het begin van de 11e eeuw, toen het kalifaat uiteenviel in kleine onafhankelijke koninkrijken (taifa), ontstonden in Sharq Al-Andalus de taifas van Murcia, Dénia, Valencia, Mallorca en Tortosa.
Nadat ze zich bij Al-Andalus hadden aangesloten, bekeerde de meerderheid van de christelijke bevolking (Mozaraben) zich tot de islam (Muladi) en nam de taal en levenswijzen over die typerend zijn voor de islamitische samenleving. Een groot aantal Arabieren en vooral Berbers uit Noord-Afrika vestigden zich ook in Sharq Al-Andalus.
Sharq Al-Andalus was bijna vijf eeuwen lang geïntegreerd in de islamitische wereld, totdat het in de eerste helft van de 13e eeuw voor het grootste deel werd veroverd door Jacobus I van Aragón.